# Spea bombifrons
Spea bombifrons är en groddjursart som först beskrevs av Cope 1863.  Spea bombifrons ingår i släktet Spea och familjen Scaphiopodidae. IUCN kategoriserar arten globalt som livskraftig. Inga underarter finns listade i Catalogue of Life.